# Eteroglicano alfa-mannosiltransferasi
La eteroglicano alfa-mannosiltransferasi è un enzima appartenente alla classe delle transferasi, che catalizza la seguente reazione:
GDP-mannosio + eteroglicano ⇄ GDP + 2(or 3)-α-D-mannosil-eteroglicano
L'accettore è un innesco di eteroglicano contenente mannosio, galattosio e D(+)-xilosio. Vengono generati legami 1,2- e 1,3-mannosili.